# Midnight Sun
Midnight Sun – drugi album studyjny Maggie Reilly, wydany 27 września 1993 roku.

## Lista utworów
1. "Follow The Midnight Sun" – 4:25
2. "So Much More" – 4:21
3. "Every Single Heartbeat" – 5:23
4. "Oh My Heart" – 4:46
5. "Tell Me" – 3:39
6. "Don't Wanna Lose" – 3:57
7. "I Won't Turn Away" – 4:29
8. "Silver On The Tree"/"Angel Tears" – 6:36
9. "Sunlight" – 5:07
10. "Only Love" – 4:03
11. "Once In A While" – 4:14
12. "All My Heart Can Hold" – 5:09
13. "Wind On The Water" – 3:06

## Pozycje na listach przebojów
| Kraj    | Najwyższa pozycja |
| ------- | ----------------- |
| Szwecja | 38                |